# Scolomus magellanicus
Scolomus magellanicus är en stekelart som beskrevs av Walkley 1962. Scolomus magellanicus ingår i släktet Scolomus och familjen brokparasitsteklar. Inga underarter finns listade i Catalogue of Life.